# Grainger Museum
Het Grainger Museum is een museum dat gevestigd is op het grondgebied van de Universiteit van Melbourne in Victoria. Het is een museum over Australische muziek en fungeert als tastbare illustratie van de autobiografie van de klassieke musicus Percy Grainger (1882-1961), componist, pianist, arrangeur en saxofonist.
Grainger vestigde het museum zelf. Al in de vroege jaren twintig opperde hij dit idee. De bouw begon in 1934 op een terrein dat de universiteit speciaal hiervoor reserveerde. Het werd geopend in 1938. De eerste betaalde conservator van het museum was Dorothy Nicholson Fowler. Grainger had haar echtgenoot Richard Hindle Fowler gevraagd, maar die kon als overheidsambtenaar deze functie niet aannemen. Het echtpaar Fowler ontwikkelde en beheerde het museum en de collectie tot 1966. Grainger, die in 1895 uit Australië was vertrokken en in 1918 Amerikaans staatsburger was geworden, woonde in de Verenigde Staten en kwam ook veel in Engeland en Scandinavië, zodat hij zich weinig met het museum kon bemoeien. Tijdens zijn leven was het museum alleen toegankelijk voor wetenschappelijke onderzoekers en studenten. Pas na zijn dood werd het in de jaren zestig opengesteld voor het algemene publiek. 
Hij begon het als een museum voor Australische muziek, en het werd ook een museum over het leven en werk van Grainger zelf. Het museum toont honderden kunst- en gebruiksvoorwerpen, variërend van instrumenten en meubilair tot sierstukken.
Een groot deel van zijn nalatenschap is opgeslagen in het alleen voor onderzoekers toegankelijke archief dat zich uitstrekt over een lengte van enkele tientallen meters. Hierin zijn tienduizenden documenten en foto's te vinden over zijn loopbaan als concertpianist en arrangeur, en over zijn vriendschappen met collega's als Edvard Grieg, Frederick Delius, Cyril Scott, Roger Quilter en Julius Röntgen. Grainger verzamelde ook correspondentie van onder anderen Wagner en Tsjaikovski. Ook bevinden zich hier documenten over zijn moeder Rose Aldridge Grainger (en haar zelfmoord in 1922). Ook is er veel documentatie over de relatie met zijn vrouw, de Zweedse dichteres Ella Ström, en zijn buitenechtelijke vriendinnen. Zelfs bewaart het museum Graingers bdsm-attributen. 
Van 2003 tot 2010 was het museum gesloten voor een grondige bouwkundige restauratie, omdat de collectie door waterschade dreigde te worden aangetast.   

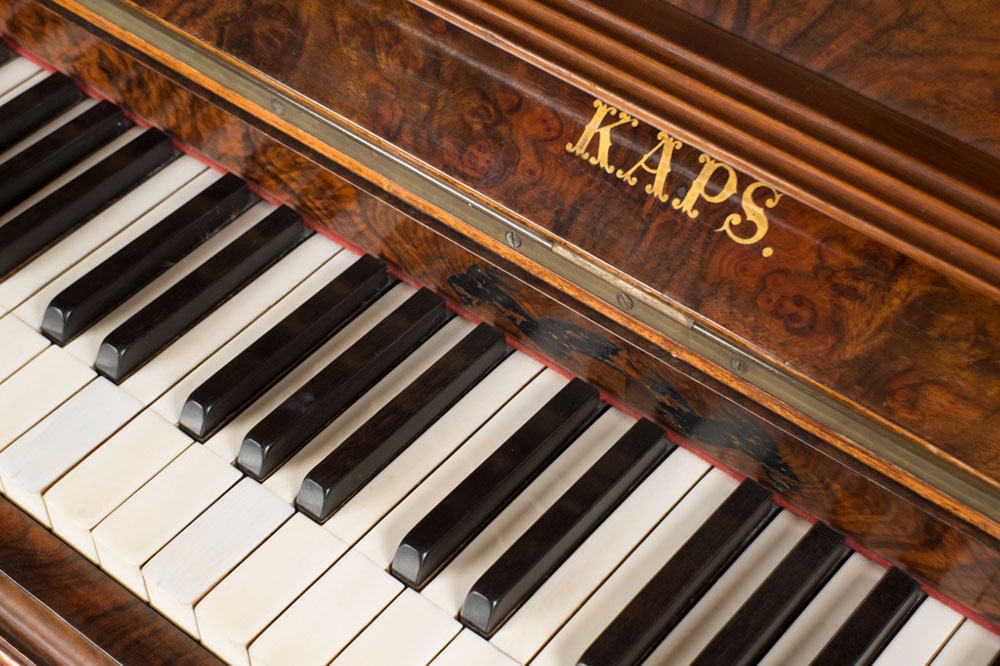
Kaps van Dresden, de piano waar Grainger tijdens zijn jeugd op speelde